# Les Indispensables de Patricia Kaas
Les Indispensables de Patricia Kaas este cel de-al cincilea album în concert al cântăreței franceze Patricia Kaas.

## Conținut
- Ediție Standard:

1. „Générique (Thème Montmajour)” — 2:04
2. „Les Mannequins d'osier” — 3:49
3. „Venus des abribus” — 3:49
4. „Mon mec à moi” — 5:02
5. „Cœurs brisés” — 3:31
6. „L'Heure du jazz” — 4:28
7. „Lili Marlène” — 1:03
8. „D'Allemagne” — 3:40
9. „Summertime” — 2:35
10. „Kennedy Rose” — 3:40
11. „Mademoiselle chante le blues” — 7:51
12. „Bessie” — 4:46
13. „Les hommes qui passent” — 4:56
14. „Une Dernière Semaine à New-York” — 3:42
15. „Quand Jimmy dit” — 7:34
16. „Un Dernier Blues” — 2:04